# Kenneth Iverson
Pour les articles homonymes, voir Iverson.
Kenneth Eugene Iverson (17 décembre 1920, Camrose (Alberta Canada), 19 octobre 2004, Toronto (Ontario Canada)) fut un informaticien connu pour l'invention des langages APL et J. Il devint IBM Fellow dès 1970 et en 1979, il fut récompensé par le prix Turing pour ses travaux théoriques reliant les langages de programmation et la notation mathématique, ces mêmes travaux ayant abouti au langage APL.
Ce langage, implémenté en 1969, était totalement révolutionnaire à son époque et le reste encore par certains de ses aspects.
Aujourd'hui, le prix Iverson récompense les améliorations apportées à APL.